# Dionaea magnifrons
Dionaea magnifrons là một loài ruồi trong họ Tachinidae.